# 帕里杜比
51°14′42″N 24°24′23″E / 51.24500°N 24.40639°E
帕里杜比（烏克蘭語：Паридуби）是烏克蘭的村落，位於該國西部沃倫州，由科韋利區負責管轄，始建於1508年，面積1.611平方公里，海拔高度197米，2001年人口386。